# Chelsea, Iowa
Chelsea är en ort i Tama County i delstaten Iowa, USA.